# حمد بن حمد العطية
حمد بن حمد الأبراهيم العطية سياسي ودبلوماسي قطري متقاعد، ولد عام 1954م في الدوحة التحق بالعمل في وزارة الخارجية القطرية بعد أن أنهى دراسته العليا في الولايات المتحدة الامريكية عام 1981م، شغل عدة مناصب في الوزارة، حيث تدرج في السلم الوظيفي وحصل على عدة ترقيات فشغل منصب مدير إدارة الشؤون الآسيوية وسفير لدى عدة دول وأهمها الجمهورية التونسية ومملكة اسبانيا، فحصل على درجة سفير وشارك في عدد من المؤتمرات والإجتماعات الدولية والأقليمية والعربية وكان من أهمها (دورة الجمعية العامة للأمم المتحدة-اجتماع وزراء خارجية دول مجلس التعاون لدول الخليج العربي).

## المؤهلات العلمية
- بكالوريوس علوم سياسية واقتصاد من جامعة غرب ميتشغان- الولايات العربية المتحدة عام 1979م.
- ماجيستير إدارة أعمال من جامعة وسط أمريكا عام 1988م.

## الخبرة العملية
- عمل بإدارة مجلس التعاون كسكرتير ثاني في الفترة 1981-1984م.
- عمل بسفارة دولة قطر في واشنطن خلال الفترة 1984-1988م.
- عمل مساعد مدير الشؤون الأدارية والمالية من تاريخ 1991م إلى 1994م.
- قنصل عام لدولة قطر في جدة للفترة 1994-1998م
- سفير لدولة قطر لدى الجمهورية التونسية خلال الاعوام 1998-2005م.[2]
- سفير بديوان عام الوزارة للفترة 2005-2006م.
- مدير مكتب التدريب وتطوير الموار البشرية للفترة 2006-2008م.
- سفير دولة قطر لدى مملكة اسبانيا عام 2008م حتى العام 2013م.[3] [4]
- تقاعد عام 2015م.